# Saint-Denis-de-Mailloc
 Saint-Denis-de-Mailloc  es una población y comuna francesa, situada en la región de Baja Normandía, departamento de Calvados, en el distrito de Lisieux y cantón de Orbec.

## Demografía
| 165 | 198 | 322 | 350 | 351 | 314 |
| Para los censos de 1962 a 1999 la población legal corresponde a la población sin duplicidades (Fuente: INSEE [Consultar]) |     |     |     |     |     |